# Russula aurea
Russula aurea o rúsula dorada es un hongo basidiomiceto comestible, de la familia Russulaceae. Crece en bosques de coníferas, caducifolios o mixtos, y es muy frecuente en el área mediterránea. Su seta, o cuerpo fructífero, aflora desde principios de verano hasta principios de otoño. El epíteto específico, aurea, significa "dorada".

## Descripción
Su seta presenta un sombrerillo de entre 6 y 9 centímetros de diámetro, hemisférico en ejemplares jóvenes, que posteriormente toma forma aplanada y que finalmente queda deprimido en el centro y acanalada en el borde. La cutícula es viscosa en ambientes húmedos y separable de la carne con relativa facilidad en las zonas cercanas a los márgenes. Presenta un color anaranjado, dorado o rojizo y una textura algo rugosa. Las láminas miden entre 6 y 12 milímetros de ancho, y son apretadas y ventrudas, bifurcándose en la zona cercana al pie. Son de color crema con aristas de color amarillo cromo. El pie alcanza entre 6 y 9 centímetros de longitud y entre 2 y 2,5 de ancho, y es hueco, rugoso, estriado y de color blanco amarillento, algo más oscuro en la zona más cercana al sustrato. La carne es compacta en setas jóvenes y blanda y frágil en ejemplares maduros, de sabor agradable y fragancia poco marcada. Es blanca, de color amarillento en la zona más cercana a la cutícula. La esporada es amarilla.

## Confusiones
La principal confusión que existe es la Amanita caesarea, la cual se distingue por presentar volva (micología) y anillo (micología)